# Nuevo monasterio de Schuamta

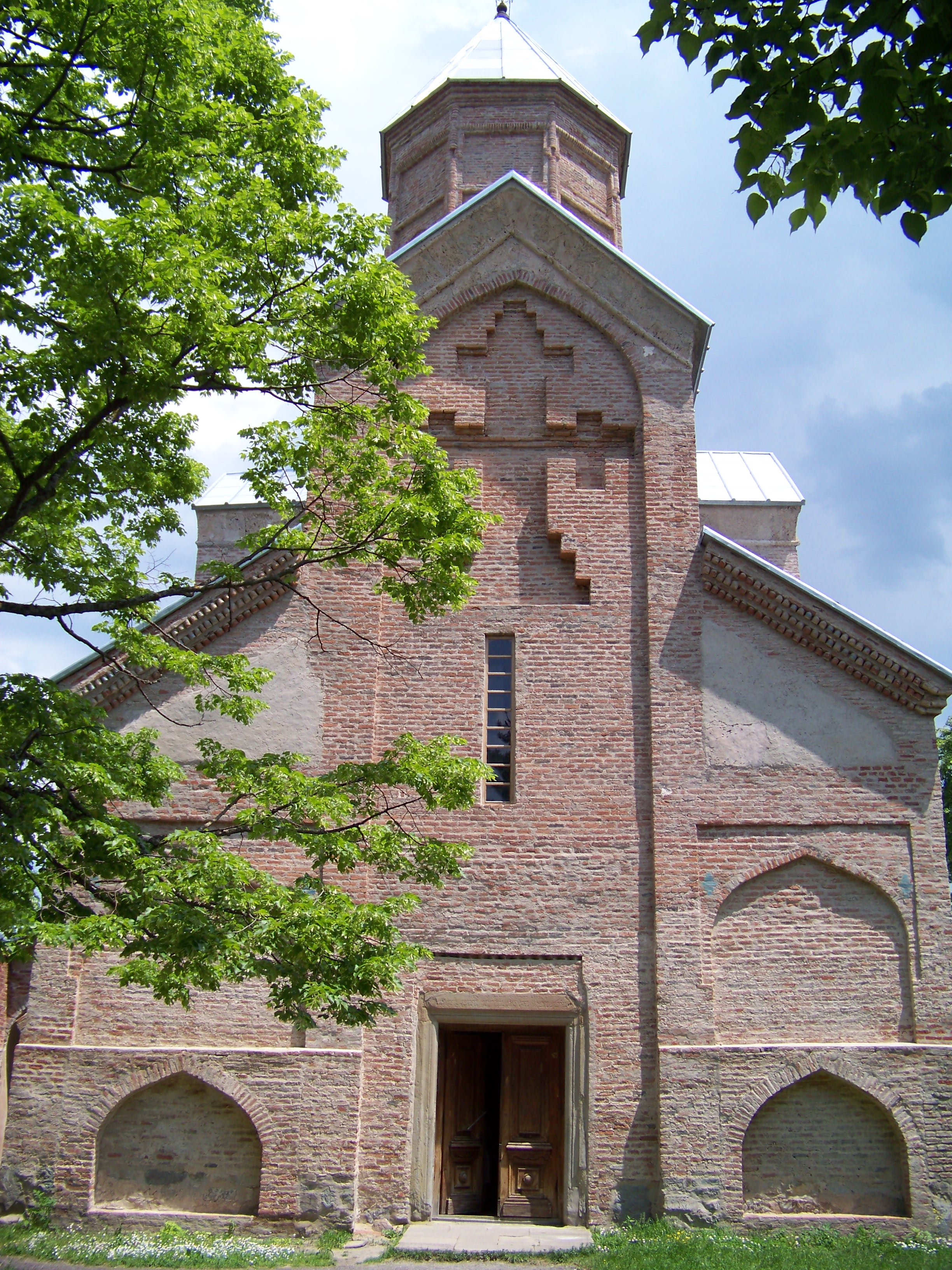
Iglesia principal de Nueva Schuamta,

El nuevo monasterio de Shuamta (en georgiano: ახალი შუამთა; ɑχɑlɪ ʃʊɑmtʰɑ) es un monasterio ortodoxo georgiano en el municipio de Telavi, región de Kajetia, Georgia.

## Ubicación
Se encuentra cerca de la ciudad de Telavi y del antiguo monasterio de Schuamta, en el monte Ziwgombori, a unos 1015 m sobre el nivel del mar. Al complejo del monasterio lleva un camino que termina en las afueras del oeste de Telavi. 

## Historia
Shuamta significa entre las montañas, lo que se refiere claramente a su ubicación aislada y pintoresca en medio de los bosques caducifolios de Gombori. El monasterio fue construido en el siglo XVI. Fundado en el siglo XII, cuando el antiguo monasterio de Shuamta quedó desierto. Los fundadores fueron Lewan, rey de Kajetia y su esposa Tinatin, la cual posteriormente se convirtió en monja y murió en el convento de Nueva Shuamta. Tinatin fue enterrada en el monasterio.